# 合成孔径雷达

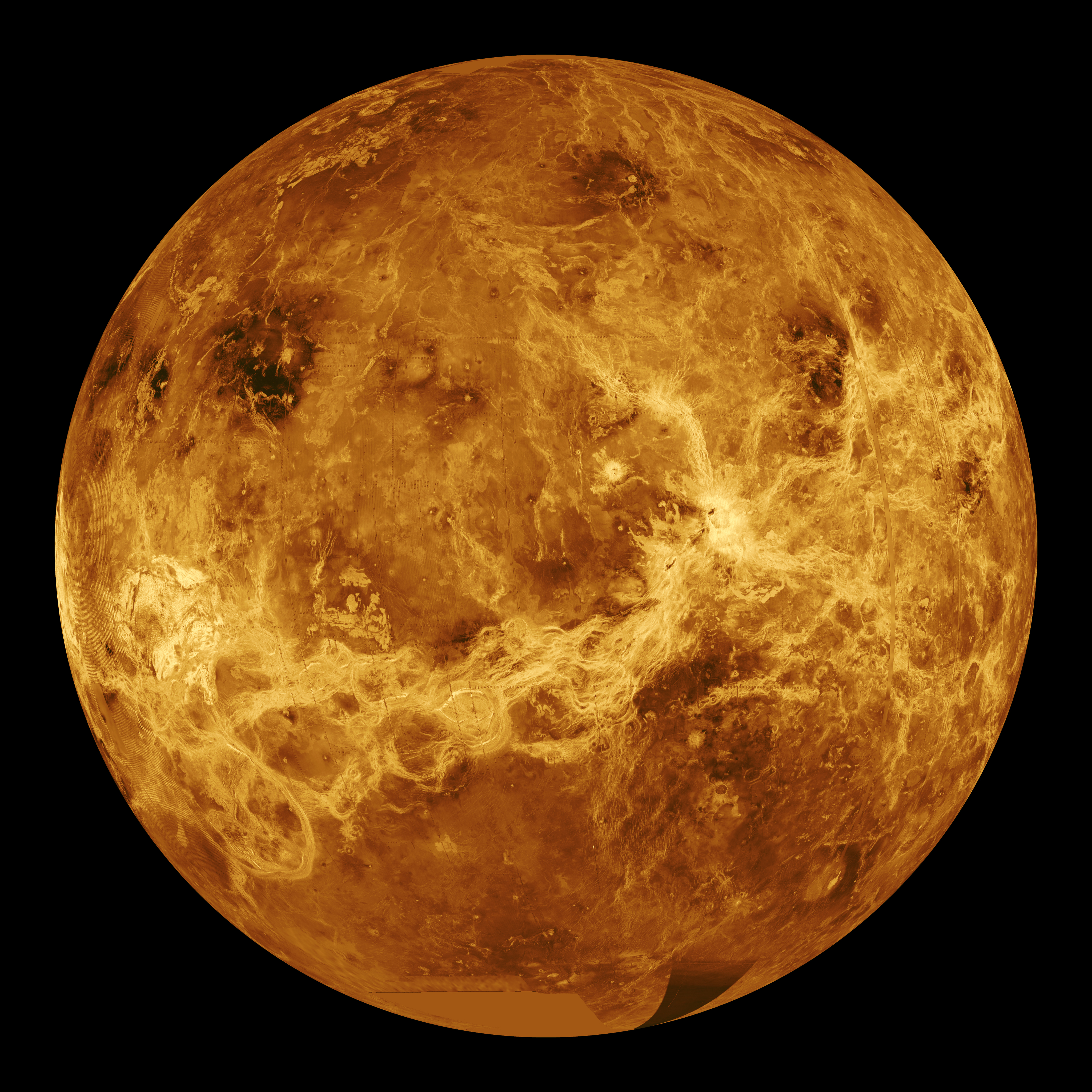
金星表面图像，由麦哲伦号合成孔径雷达拍摄

合成孔径雷达（英語：Synthetic-aperture radar，縮寫：SAR），屬於一種微波成像雷达，也是一种可以产生高分辨率图像的（航空）机载雷达或（太空）星载雷达。它在早期係使用透鏡成像機制在底片（膠卷）上形成影像，目前則以复杂的雷达数据后处理方法来获得极窄的有效辐射波束（对产生的雷达图像意味着极高的空間分辨率）。它一般安装在移动的载体上对相对静止的目标成像，或反之。自合成孔径雷达发明以来，它被广泛的应用于遥感和地图测绘。

## 基本工作模式

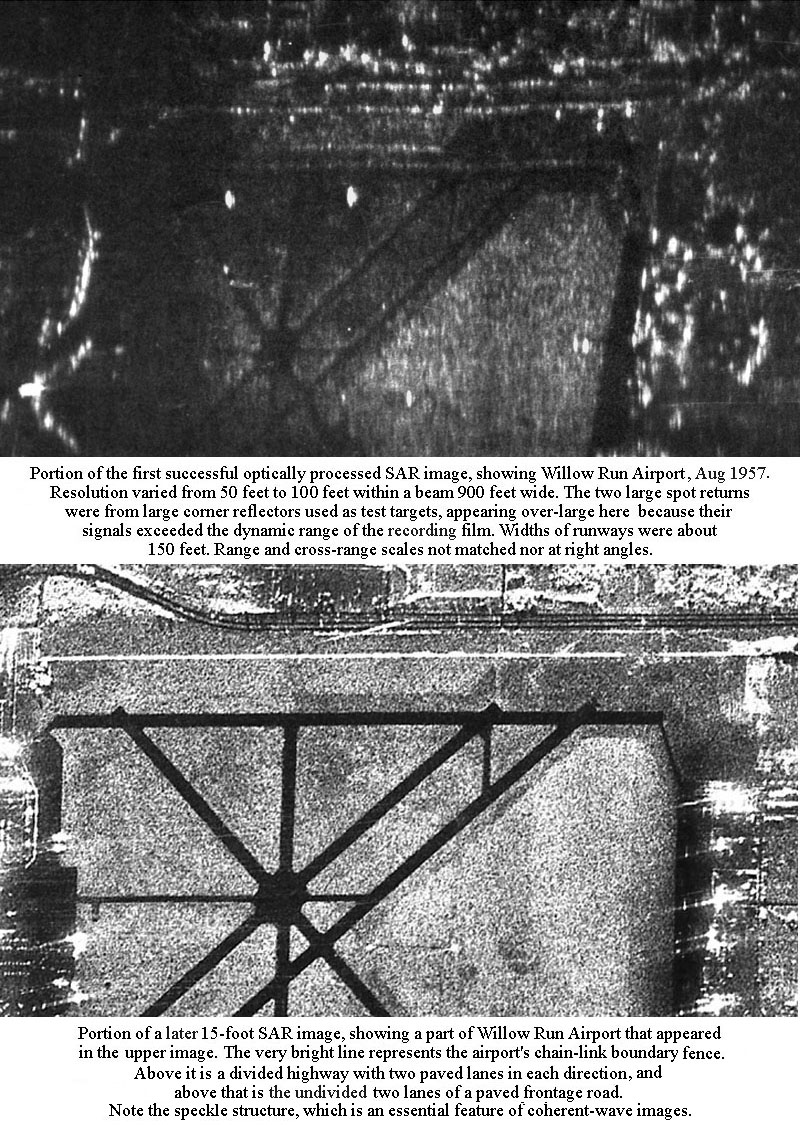
比較早期的合成孔徑雷達與稍後提高分辨率的雷達圖像。此外，數據處理光源從汞燈轉為激光。

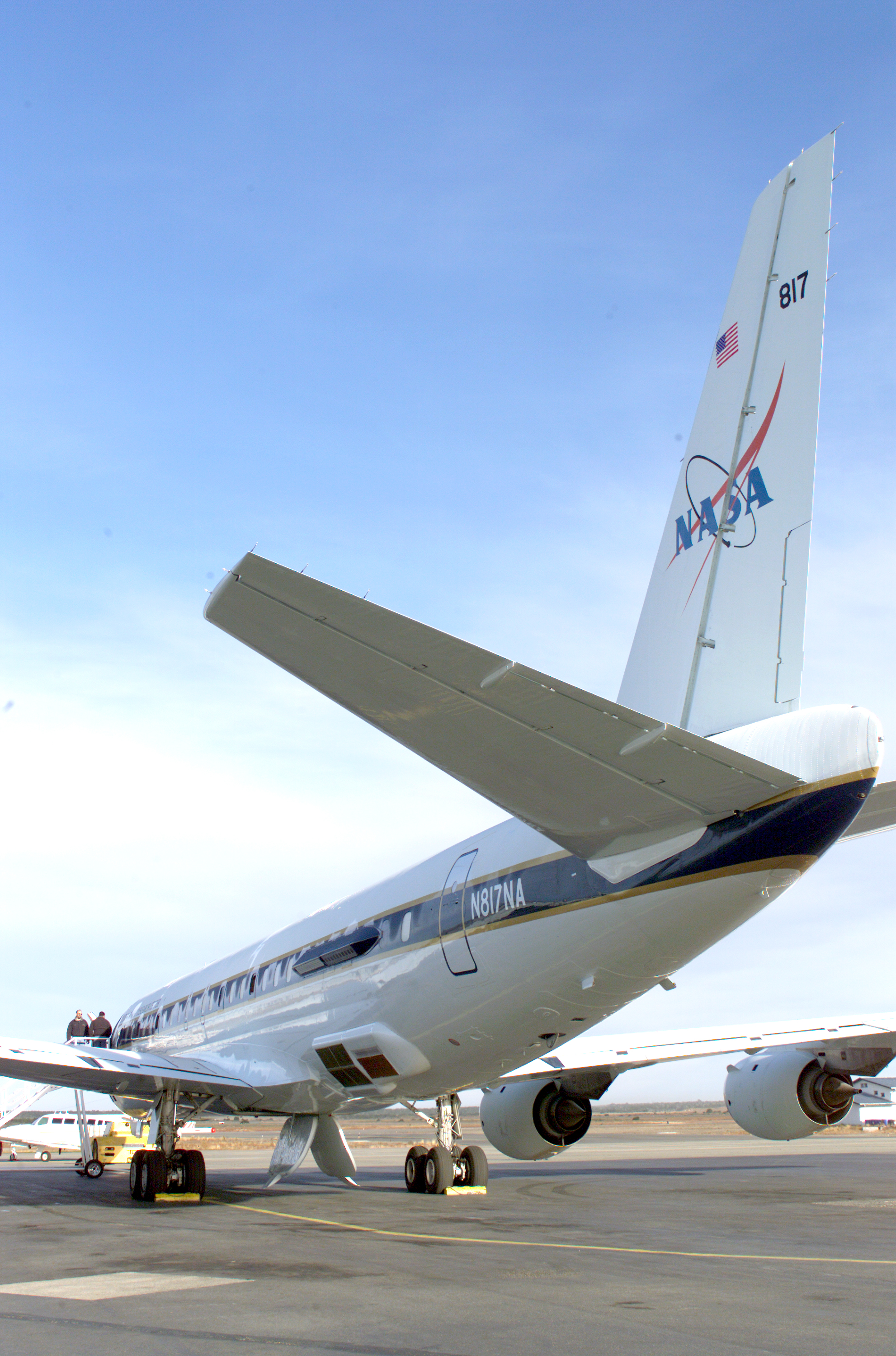
美国宇航局（NASA）'s AirSAR合成孔径雷达装载于一架DC-8飞机的侧面

对一个典型的機載合成孔径雷达来说，天线安装在飞机的侧面。所发出的电磁波波束是相当宽的（可能有几度），如果想获得极窄的波束，从衍射的原理来讲需要非常巨大的天线（一般来说是难以实现的）。在垂直的方向波束也相当宽；经常天线波束照射的区域会从飞机正下方延伸到遥远的天边。但是，如果地表基本上是平坦的或坡度變化在一定程度範圍內，则距載體正下方或衛星投影在地面軌跡（星下点）不同距离的点就可以通过回声时延的不同加以分辨。要分辨沿运动方向的点用（短）小天线很难实现，但是，如果飞行器在运行当中发射一系列脉冲，并且记录回声的振幅和相位，则这些回声信号可以组合，结果相当于这些信号同时从一个很大（長）的天线发射出来。这个方法相当于“合成”了一个远远大于實際天线（也远远大于飞行器長度）尺度的天线。
数据的处理使用快速傅里叶变换：成像计算量是相当巨大的，实时数据处理仍然是一个严峻的挑战，因此数据的精处理通常是观测记录数据后由地面站进行。成像结果是一幅對地面目標照射的雷达信號，經地表反射有明暗色調差異的地貌图像——包括雷達信號振幅大小及相位資料。在最简单的应用中，若舍弃相位信息，振幅信息至少包含了地表的粗糙程度資訊，非常像黑白照片。對合成口徑雷達影像判讀，因為其波的特性不同，可能比一般光學影像（例如家庭用照像機所攝得影像）稍微困難，然而目前已累積了對已知地表情形的大量實驗成果，相關判讀知識也不斷增加之中。

## 线性调频（脉冲压缩）雷达
源自Dicke的专利，现代雷达常用的脉冲压缩信号有4类，分别为LFM信号、NLFM信号、频率编码信号和相位编码信号，前三种信号都可归结为调频脉冲压缩信号，都是通过频率调制实现非线性相位调制，从而实现获得大的时宽和带宽。【现代雷达】

## 参看
- 雷达
- 遥感
- 地球观测卫星
- RQ-4全球鷹偵察機
- ISAR
- 干涉合成孔径雷达
- TerraSAR-X
- 麥哲倫號